# Joaquim Puig i Pidemunt
|  | "Joaquim Puig" redirigeix aquí. Per al polític valencià, vegeu Joaquim Puig Ferrer. |

Joaquim Puig i Pidemunt (Osor, 1907 - Barcelona, 1949) fou un comunista català. El 1920 es traslladà a Barcelona i treballà com a cambrer a El Oro del Rin i a l'Hotel Ritz. Des del 1936 fou responsable de la Federació Obrera de Sindicats de la Indústria Gastronòmica, afiliada a la Unió General de Treballadors, i l'agost de 1936 s'afilià al Partit Socialista Unificat de Catalunya (PSUC). El 1937 fou vocal per la UGT del Consell d'Economia de Catalunya i el 1938 comissari polític al cos sanitari del V Cos d'Exèrcit.
Durant la Guerra Civil espanyola va combatre al Cinquè Regiment d'Enrique Líster. En acabar la guerra es va exiliar a França on va col·laborar amb la Resistència Francesa, amb el pseudònim de «Jaume Serra». Quan els nazis invadiren França fou internat en un camp de concentració, però es va escapar. Aleshores formà part de la direcció del PSUC i participà en la Resistència.
El 1945 va tornar clandestinament a Catalunya i es va fer càrrec de la direcció de Treball, òrgan clandestí del partit. L'abril de 1947 fou detingut per les autoritats franquistes en l'anomenada caiguda dels 80, una operació policial dirigida pel cap de la Brigada Social, Pedro Polo Borreguero. Puig fou condemnat a mort, i l'afusellaren al Camp de la Bota el 17 de febrer del 1949, amb els companys Angel Carrero Sancho, Pere Valverde Fuentes i Numen Mestre Ferrando.
El procés i la mort de Puig i Pidemunt s'ha demanat que s'incorporin a la causa contra els crims del franquisme que la jutge argentina María Servini va obrir, l'any 2010, emparant-se en el principi de justícia universal i a partir de la querella que van presentar els familiars de dues víctimes. L'11 de desembre de 2013, ICV va registrar la seva denúncia al consolat argentí de Barcelona amb els casos de 47 represaliats del PSUC i CCOO. La denúncia inclou el testimoni dels familiars de Joaquim Puig i Pidemunt.